# الجبهة الشعبية للديمقراطية والعدالة
الجبهة الشعبية للديمقراطية والعدالة (بالتيغرينيّة: ህዝባዊ ግንባር ንደሞክራስን ፍትሕን) هو الحزب الحاكم في دولة إريتريا ويرأسه أسياس أفورقي وقد تأسس مباشرة بعد الاستقلال سنة 1994 ليخلف جبهة التحرير الإريترية التي قادت حرب التحرير ضد اثيوبيا ويستحوذ الحزب على كل مقاليد الدولة والحكم ولا يسمح بالتعددية الحزبية ولا العمل النقابي.